# Борбе у Италији у оквиру Француских револуционарних ратова
Борбе у Италији у оквиру Француских револуционарних ратова представљају серију сукоба у северној Италији између француских револуционарних снага и коалиције европских сила. Кључни савезници су били Аустрија, Русија и Пијемонт, а учествовале су и бројне друге италијанске државе.

## Прва коалиција (1792—1797)
Ујесен 1792. европске силе су створиле Прву коалицију против Француске. Прва велика операција је била анексија Нице од стране 30.000 француских војника. Због побуне у Лиону француска војска се повукла. Видевши француску слабост Пијемонт је извршио инвазију Савоје средином 1793. Када је сузбио побуну у Лиону француски генерал Франсоа Келерман је потиснуо војску Пијемонта са само 12.000 француских војника.
Сукоб је ескалирао уласком Аустрије и Напуљске краљевине, које су извршиле мобилизацију са циљем инвазије јужне Француске, освајања Нице и удара на Провансу. Савезничке снаге су достигле 45.000 војника из Аустрије, Пијемонта и Напуљске краљевине. Британска морнарица је подржавала савезнике дејством на мору. Пре него што су савезници били спремни за инвазију, командант француске војске у Италији започео је офанзиву, коју је планирао командант артиљерије Наполеон Бонапарта. Француска војска је офанзивом потиснула савезнике и заузела је планинске прелазе, који воде у Пијемонт. Наполеон је осмислио нову офанзиву, која је захтевала координацију две јужне армије, оне у Италији и армије на Алпама. И та Наполеонова офанзива показала се успешном. Даље француске нападе зауставио је француски министар рата Лазар Карно, јер је био забринут да би побуњеници могли сасећи линије снабдевања у позадини. Команданти на фронту су били незадовољни том одлуком. 
У Француској је дошло до преврата против Комитета јавне безбедности и Максимилијана Робенспјера (28. јул 1794) Дошло је до хаоса у француској војсци па су савезници извели напад на Савоју. Међутим команда француске војске у Италији је на своју руку извела контраофанзиву и осигурали су линије снабдевања до Ђенове након победе у првој бици код Дегоа. Након тога су Французи учврстили фронт и чекали су даље прилике. Даље није било већих сукоба на италијанском фронту. Главно тежиште рата се преселило северно на Рајну.
Аустријанци су 29. јуна 1795. извели напад на ослабљену и лоше снабдевену француску војску у Италији. Француска војска у Италији могла је да скупи ефективно 30.000 војника (иако је номинално било преко 100.000). Генерал Келерман је тражио појачања. Наполеон је осмислио трећи план напада. Генерал Келерман је смењен и уместо њега је постављен генерал Шере.

## Наполеонов рат
Након Шереове смене, Наполеон је постављен за врховног заповедника 2. марта 1796. Побуде Наполеонова унапређења су највероватније биле политичке природе. Наполеон се показао амбициозним а исказаним војним умећем стекао је и осетан углед. Намера је била да Наполеона постављањем у Италији ставе у заборав. Од 13 француских армија, војска у Италији била је на дну обзира француске владе. Бонапарта је по доласку затекао ужасно стање. Побринувши се колико је могао за малодушност и очајне материјалне прилике својих трупа, млади генерал је готово одмах отпочео напад. Имао је на располагању 37.000 војника и 60 топова против 50.000 савезничких војника. Једино појачање могао је очекивати од француске алпске армије, али она је била заузета.
Наполерон је у бици код Монтеноте победио Аустријанце. После тога уследила је Друга битка код Дега. Након тога извршио је општу инвазију Пијемонта и победио у бици код Мондове. Наполеон је за две недеље победио Пијемонт, који је три године био у рату са Французима. Пијемонт је склопио са Французима мировни споразум 28. априла 1796. Французи су имали 6.000 жртава, а савезници више од 25.000.
Наполеон је преуредио војску и поставио је војску у повољну позицију на реци По. После мале победе код Кондоње Французи су победили аустријску војску у бици код Лодија 10. маја 1796. Наполеон је добио појачања, тако да је наставио операције са 50.000 војника. Наставио је са офанзивом и малим победама над коалицијом. Напао је аустријске снаге код Мантове, па је гарнизон у Мантови добио појачања. Наполеон је 12.000 савезничких војника ставио под опсаду. Са војском је кренуо јужније па је заузео Тоскану и Папску државу. Након тих победа окренуо се северно и са 20.000 војника победио је аустријску војску од 50.000 војника под заповешћу генерала Вурмзера у биткама код Лоната и Кастиљонеа. Аустријанци су се повукли у Алпе. Аустријанци су поново добили појачање у накнаду за 20.000 жртава, које су претрпели у два ратна месеца. Аустријанци су поново покушали да ослободе Мантову опсаде. Главнина аустријске војске кренула је на Мантову, а 45.000 војника је остало у позадини као заштита за случај поновне француске офанзиве. У бици код Роверета 4. септембра 1796. Наполеон је уништио велики део аустријске војске те се нашао у прилици да нападне њену позадину. Аустријанци су споро реаговали на ту опасност па су били тешко поражени у бици код Басана, а њихова војска је спала на 12.000 војника. 
Аустријанцима је поново стигло појачање, а Наполеонова војска је била ослабљена болестима, а линије снабдевања су биле угрожене побунама. Та побуна је била угушена, али француска позиција је била ослабљена. Нови аустријски командант Јозеф Алвинци је извршио још један покушај ослобађања Мантове. Бонапарте је потиснуо Алвинција, али због пораза једног његовога потчињенога угрожена му је била контраофанзива, па се Наполеон повукао. После тога уследила је чувена тродневна битка код Арколе, у којој је Наполеон остварио значајну и изненађујућу победу против савезника. И Аустријанци и Французи су добили појачања, па су Аустријанци у јануару 1797. кренули у офанзиву. Наполеон је код Риволија поново остварио победу у којој су Аустријанци изгубили 14.000 војника. Убрзо после тога Мантова се предала Французима и тиме је окончано аустријско присуство у Италији.
После аустријског пораза потписан је 17. октобра 1797. Кампоформијски мир између Наполеона као представника Француске и Аустрије. Пошто је Наполеон победио све противнике и успешно окончао свој поход у Италији распала се прва коалиција, а мировни споразум је одредио расподелу територија на крају рата. Територија Млетачке републике је подељена, а Белгија је припала Француској. Осим тога Наполеон је створио Цисалпинску Републику и Лигуријску републику, које је признала и Аустрија тим споразумом. Млетачке републике је престала постојати.

## Друга коалиција (1799—1800)
Друга фаза рата у Италији започела је 1799. као део Рата друге коалиције. Русија је учествовала у том походу. Руси нису стигли на самом почетку конфликта. Око 60.000 француских војника под командом Шереа суочавало се са приближно сличним бројем савезника. Додатних 50.000 руских војника је стигло нешто касније. Французи су имали проблема у Напуљској краљевини, тако да је пола војске ту било ангажовано. Французи су први превентивно напали. Аустријски командант Крај је победио Французе у бици код Вероне и Мањана крајем марта и почетком априла 1799. Шере се повукао и оставио је 8.000 војника у неколико тврђава. Аустријски командант Мелас је био спор у гањању Француза, који су се повлачили. Бриљантни руски фелдмаршал Александар Суворов је постао главни савезнички командант. Француског команданта Шерера је заменио генерал Жан Моро. Французи су били поражени у бици код Касана 26. априла 1799. После тога су се повукли из Ломбардије. Део француске армије из Напуљске краљевине је кренуо у помоћ. Није успео почетни савезнички напад дуж реке По 11. маја 1799.
Преостало је само 12.000 француских војника у војсци генерала Мороа. Покушали су са контранападом, али руски генерал Пјотр Багратион је успешно одбио напад. Суворов је заузео Торино и прогласио је враћање Пијемонта ранијем краљу.
Француска алпска армија је била ангажована у низу мањих окршаја, али није долазила да помогне француску армију у Италији. Суворов је успешно напредовао освајајући француске гарнизоне. У бици код Требије 1799. Суворов је остварио велику победу над француском војском. Французи су се повукли у Ђенову, а Суворов је освојио Нови. Аустријска врховна команда је наредила да се обустави офанзива док се не освоје француски гарнизони у Мантови и Алесандрији. Убрзо после тога генерал Моро је прекомандован на Рајну, а команду је преузео генерал Бартелемеј Жубер. Суворов је обуставио офанзиву по захтеву врховне команде. Међутим Французи су кренули у августу у офанзиву са 38.000 војника. Суворов је победио Французе 9. августа 1799. у бици код Новог. У бици је убијен француски командант Жубер. Муро је преузео иницијативу и повео је преживеле до Ђенове, где је припремио одбрану града.
У то време савезничка врховна команда је наредила Суворову да напусти Италију и да крене у пробој швајцарског фронта. То је била прекретница рата. У Италији су тиме остала само аустријска војска, јер су Руси кренули у пробој швајцарског фронта. До пролећа 1800. Руси су се повукли из коалиције. Савезници су и након руског повлачења остали јачи у Италији. Аустријски генерал Мелас је имао 100.000 људи под својом командом против 50.000 Француза, који су били расејани. Савезници су се припремали за напад на јужну Француску и преко Рајне. Мелас се кретао јако полако. Напустио је опсаду Ђенове и свуда је зауставио напредовање. Наполеон је повео резервну војску кроз прелаз Велики Сент Бернар. Циљ је био да се ослободи војска под командом Андреа Масене у Ђенови. Француска војска у Ђенови је била угрожена несташицом хране због окружења на копну и британске поморске блокаде. Ђенова је пала пре Наполеонова доласка. Наполеон је концентрисао своју војску и ударио на аустријску војску пре него што су се могли концентрисати. Прва битка је била 9. јуна 1800. код Монтебела. Главна битка је била битка код Маренга. Наполеон је ту замало био поражен. Генерал Луј Десо је на време стигао са појачањем и преокренуо француски пораз у победу. У контранападу генерал Десо је убијен, а Наполеон му је касније изградио споменик. Битка код Марења је била последња битка на италијанском фронту у француским револуционарним ратовима. После битке код Хоенлиндена близу Минхена поражени Аустријанци су били присиљени да потпишу мир.